# Anja Siemens
Anja Siemens (* 10. Oktober 1972) ist eine deutsche Filmeditorin.

## Leben
Siemens studierte Kommunikationsdesign an der Kunsthochschule Berlin-Weißensee und Film & Video am Central Saint Martins College of Art and Design in London. Seit 2000 ist sie als Editorin tätig und schnitt die ersten Jahre eine Reihe von Kurzfilmen. Für den Spielfilm Oh Boy wurde sie 2013 für den Deutschen Filmpreis und den Chlotrudis Award jeweils für den besten Schnitt nominiert.

## Filmografie (Auswahl)
- 2006: Guca (Dokumentarfilm)
- 2008: Wir waren so frei (Dokumentarfilm)
- 2009: The Hearing (Dokumentarfilm)
- 2012: Oh Boy
- 2015: Buddha’s Little Finger
- 2015: 4 Könige
- 2016: Zweikämpfer (Dokumentarfilm)
- 2016: Grenzbock (Dokumentarfilm)
- 2016: Treffen sich zwei (Fernsehfilm)
- 2017: Light Thereafter
- 2017–2020: Dark (Fernsehserie, 7 Episoden)
- 2018: Once Again – Eine Liebe in Mumbai (Once Again)
- 2018: Beat (Fernsehserie, 4 Episoden)
- 2021: The Billion Dollar Code
- 2022: 1899 (Fernsehserie)
- 2024: Herrhausen – Der Herr des Geldes (Fernsehvierteiler)
- 2025: Köln 75

## Auszeichnungen
- 2013: Deutscher Filmpreis, Nominierung für die Kategorie Bester Schnitt in Oh Boy
- 2013: Chlotrudis Award, Nominierung für die Kategorie Bester Schnitt in Oh Boy
- 2025: Deutscher Filmpreis, Nominierung für die Kategorie Bester Schnitt in Köln 75[2]